# Damé Grouev
Damyan Iovanov Grouev (en bulgare : Дамян Йованов Груев ; en macédonien : Дамјан Јованов Груев), plus connu sous le diminutif Damé Grouev (Даме Груев), né le 19 janvier 1871 à Smilevo (aujourd'hui en Macédoine du Nord) et mort le 23 décembre 1906 près de Roussinovo, dans le massif de Maléchévo, est un révolutionnaire bulgare.
C'est l'un des fondateurs et idéologues de l'Organisation révolutionnaire intérieure macédono-andrinopolitaine et de l'Organisation révolutionnaire intérieure macédonienne. Il a également joué un rôle clé dans l'insurrection d'Ilinden, dirigée contre le pouvoir ottoman afin d'obtenir l'autonomie de la Macédoine.
La plupart des historiens le considèrent comme bulgare,,,,,,,,, mais en Macédoine du Nord il est considéré comme macédonien,,,.

## Biographie

### Jeunesse
Il nait le 19 janvier 1871 dans le village de Smilevo, ou il fait ses études primaires. Il est le fils de Yovan et Toula Grouev. Son frère, Georgi Grouev, est lui aussi un révolutionnaire du VMRO. Il effectue ses études secondaires à Resen, Monastir et Bitola, avant d'entrer au Lycée bulgare de garçons de Thessalonique. Après une révolte étudiante, il est viré du lycée avec d'autres élèves. En 1888, intéressé par les opportunités véhiculées par la très puissante propagande serbe, il décide, avec 19 camarades, parmi lesquels d'autres futurs révolutionnaires, de partir étudier en Serbie, aux frais de la Société Saint-Sava (en). Il continue donc ses études à la Grande école de Belgrade. Après avoir été victimes de fortes pressions de serbisation, il organise avec ses camarades une nouvelle révolte étudiante et se fait de nouveau virer. 
En 1889, accompagné de ses amis bulgares, il s'installe en Bulgarie et s'inscrit à la faculté d'histoire de l'Université de Sofia. En 1890, il est viré de l'université car suspecté d'être l'un des organisateurs de l'assassinat du ministre Hristo Beltchev (bg). Il retourne donc en Macédoine et s'installe successivement à Bitola, Smilevo puis à Prilep, où il enseigne à l'école bulgare de la ville.
Il crée alors avec d'autres Bulgares de Macédoine l'Organisation révolutionnaire intérieure macédonienne, où il invite son ami Gotsé Deltchev, qui deviendra la principale figure du mouvement. Dans ses mémoires, Damé Grouev précise qu'une des raisons pour laquelle il souhaitait la création d'une organisation révolutionnaire en Macédoine était l'importance grandissante de la propagande serbe dans la région, qui visait à créer et à développer au sein de la population majoritairement bulgare un sentiment d'appartenance macédonienne:
« ... nous pensions qu'il faut au plus vite mettre en œuvre l'idée de libération de la Macédoine, avant que la propagande serbe ne réussisse à diviser le peuple. »

### Premiers pas dans l'activité révolutionnaire
Pour mener à bien ses projets et pour éviter d'éveiller les soupçons des autorités turques, Damé Grouev décida de devenir un professeur d'école bulgare. Au cours des deux années qui suivirent son retour en Macédoine, il enseigna d'abord dans son village natal de Smilevo de 1891 à 1892, puis dans la ville de Prilep de 1892 à 1893. Il s'établit, en 1883, à Thessalonique où il devint correcteur à l'imprimerie Samarciev. Il est ensuite professeur à Štip de 1894 à 1895, puis professeur-inspecteur à Thessalonique et à nouveau professeur à Monastir.

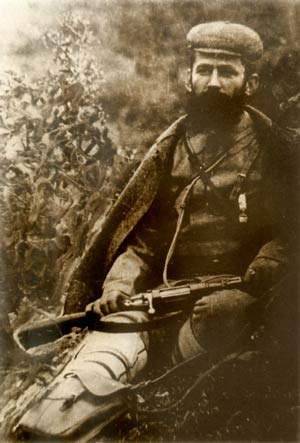
Damé Grouev en armes.

En mai 1900 il est arrêté et incarcéré dans une prison de Monastir, et, fin mai 1902, il est condamné au bannissement et emprisonné à Podroum Kale en Anatolie où il retrouve Chritian Matov et Christian Tatarchev qui étaient là depuis janvier 1901. malgré cet éloignement il resta en contact secrètement avec l'Organisation révolutionnaire intérieure macédonienne.
Au début de 1903, il fut libéré par une amnistie générale, se rendit à Thessalonique et, en sa qualité de membre du comité central, appela à l'insurrection. Il participa à Smilevo au congrès du mouvement ou il fut nommé secrétaire du comité. Ce congrès décida que la date du soulèvement serait fixée au 2 août 1903 et envoya Grouev, Boris Sarafov et Alexandre Lozanchev pour encourager et diriger les forces révolutionnaires de la région de Bitola.

### Insurrection d'Ilinden
Il vécut la retraite des troupes turques et la libération de son village natal Smilevo, puis l'établissement d'une petite république indépendante autour de Kruševo. Cette insurrection, appelée « insurrection d'Ilinden », est une suite d'escarmouches avec les forces ottomanes. Mais le renfort de 300 000 soldats mit fin en quelques jours à la république de Kruševo. Les partisans se dispersèrent, certains se réfugièrent à Sofia, d'autre continuèrent la lutte sur le terrain devant la répression sanglante qui était menée en Macédoine.

### Mort

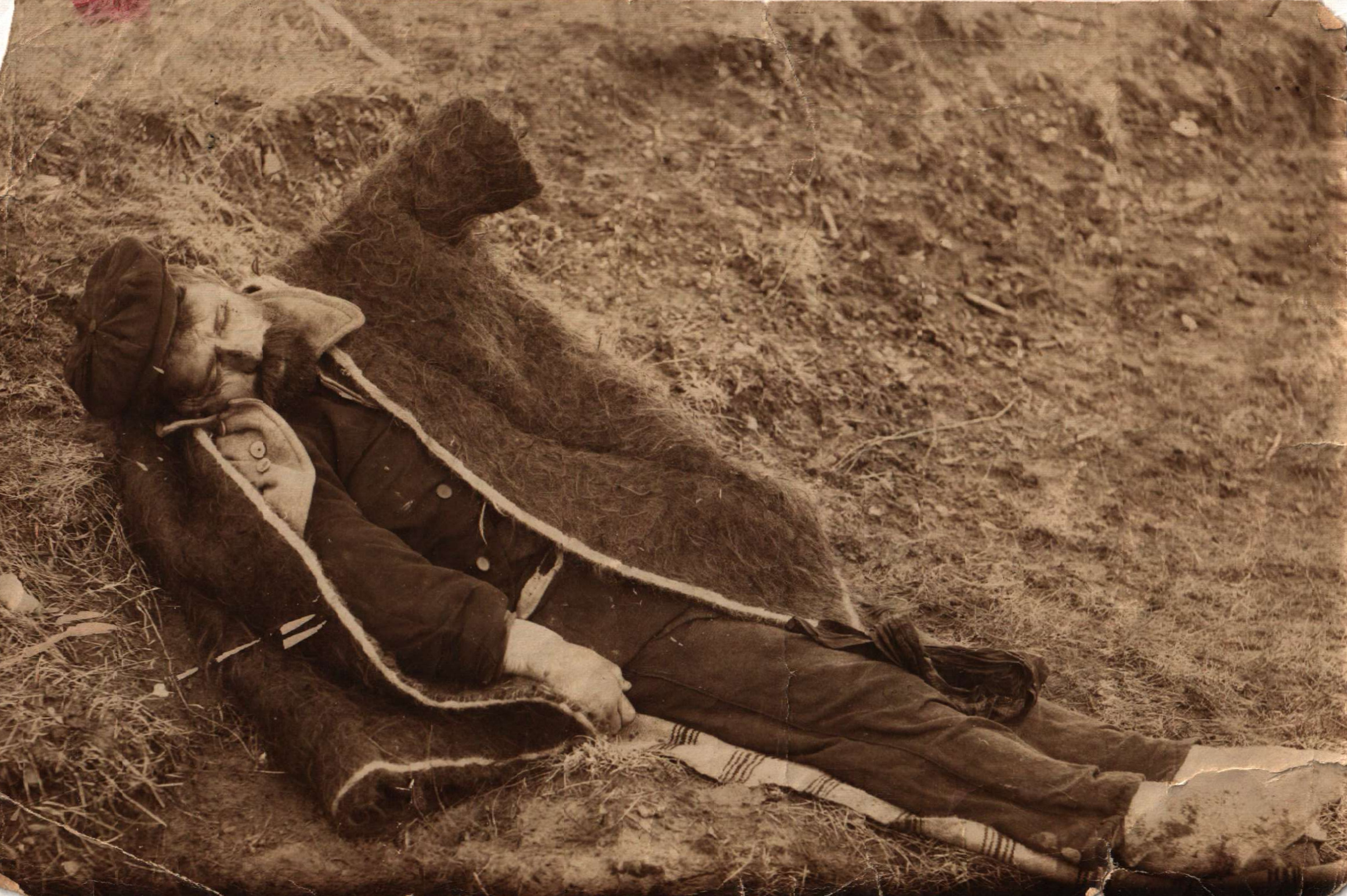
Le cadavre de Dame Gruev.

En 1906, alors qu'il se rendait à un congrès du VRMO avec le détachement de Alexandre Kitanov par la route de Kustendil à Sofia, il est attaqué par les Turcs le 23 décembre dans le district de Malechevo. Blessé, il tente de se cacher mais il est retrouvé puis tué. À la nouvelle de sa mort, les autorités turques demandèrent une confirmation de décès ; son corps fut déterré puis photographié.
Une baie de l'Île Greenwich, qui est située en Antarctique, fut nommée en son honneur. Elle est localisée en 62° 30′ 22″ S, 59° 33′ 46″ O.